# アペニン山脈 (月)
アペニン山脈 (Montes Apenninus) は、月の北側に存在する険しい山地である。イタリアのアペニン山脈にちなんで名づけられた。
この地域は、広大な雨の海の南東の境界になっている。クレーターエラトステネスのちょうど西から始まり、南側を通っている。山脈の西の方は、雨の海の北部と南部の間の地峡になっている。さらに西にはカルパティア山脈がある。
エラトステネスの当たりから、山脈は東から北東方向に徐々に湾曲し、北緯29.5度で終わっている。ここも、西側の雨の海と東側の晴れの海の間の地峡になっている。地峡の北端には、コーカサス山脈がある。この地域には、アポロ15号が着陸したハドリー山などの有名な山がある。

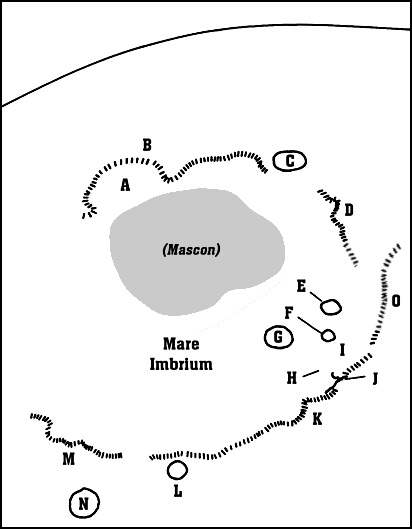
"K"がアペニン山脈

この地域には険しい山が連なり、南に向かってなだらかな丘が続く。しかし、クレーターアルキメデスの南東に沿った北西側には険しい丘がいくつかある。合計の長さは600kmに及び、高い山頂は5000mに達する。